# Вступление Турции в Европейский союз
Вопрос о вступлении Турции в Европейский союз входит в число самых проблематичных в послевоенной Европе. В самой Турецкой республике вопрос о вступлении в ЕС является важной социально-политической, экономической, самоидентификационной и даже мировоззренческой проблемой последних десятилетий. Вице-премьер Турции, Бюлент Арындж, заявил[когда?], что вступление Турции в ЕС утратило свою привлекательность для граждан страны: если раньше за вступление в ЕС высказывалось 75% населения Турции, то в настоящее время этого желает всего 20%. Однако по результатам опросов в 2017 году 75,5 % граждан Турции хотят вступить в ЕС, но лишь 36 % полагает, что страна когда-либо будет принята.
Турция — кандидат в члены Евросоюза с 1999 года.

## Статус
По классификации ЦРУ Турция является развитой страной с седьмой по размеру экономикой в Совете Европы и тринадцатой в мире экономикой по ППС, входит в таможенный союз с ЕС с момента вступления в силу соглашения о Таможенном союзе между Турцией и ЕС в 1996 году. Турция — один из членов - основателей ОЭСР (1961), ОБСЕ (1971), а также ассоциативный член Западноевропейского союза с 1992 по 2011 год. Помимо этого Турция — член - основатель Большой индустриальной двадцатки (1999), которая имеет тесные связи с Евросоюзом. Страна также входит в состав региональной группы ООН «Западная Европа и другие государства».
Турция — один из основателей Совета Европы с 1949 года и, благодаря подписанному 12 сентября 1963 года Соглашению об ассоциации между ЕЭС и Турцией, является «ассоциированным членом» Европейского союза и его предшественников с 1964 года. Страна формально подала заявление на вступление 14 апреля 1987 года, но понадобилось 12 лет, чтобы получить статус кандидата на саммите Хельсинки 1999 года. После саммита в Брюсселе 17 декабря 2004 года (вслед за крупным расширением 2004 года) Европейский совет объявил официальной датой начала переговоров по вступлению Турции 3 октября 2005 года. Процесс проверки законодательства начался 20 октября 2005 года и завершился 18 октября 2006 года.

## Позиция ЕС

### Сторонники
Сторонники вступления страны в ЕС утверждают, что, являясь ключевой силой в регионе и имея крупную экономику и вторые по величине в НАТО вооружённые силы, Турция усилит позицию ЕС в роли глобального геостратегического игрока. Учитывая географическое положение Турции, её экономические, политические, культурные и исторические связи в регионах, богатых полезными ресурсами, это непосредственно в геополитической сфере влияния Евросоюза: Восточное Средиземное и Черноморское побережья, Каспийское море и Средний Восток.
По словам Карла Бильдта, министра иностранных дел Швеции, «(Вступление Турции) даст ЕС решающую роль для стабилизации восточной части Средиземноморья и Чёрного моря, что несомненно в стратегических интересах Европы». Великобритания — одна из ключевых стран, поддерживающих вступление Турции. В мае 2008 королева Елизавета II во время визита в Турцию сообщила, что «Турция играет роль моста между Западом и Востоком в критическое для ЕС и всего мира время».
Помимо этого сторонники вступления утверждают, что Турция выполнила большинство условий: по состоянию на начало 2015 года, взятые ей на себя перед ЕС по вступлению обязательства выполнены на 65 %. Некоторые также настаивают, что ЕС больше не может отказывать Турции, так как она находится в статусе кандидата уже больше двадцати  лет и добилась большого прогресса в защите прав человека для того, чтобы удовлетворить условия вступления.

### Противники
Тем не менее в Евросоюзе также существует оппозиция вступлению Турции, в частности, поддерживаемая бывшим президентом Франции Николя Саркози и канцлером Германии Ангелой Меркель. Противники вступления утверждают, что с законодательством, подобным потенциально репрессивной 301-й статье Уголовного кодекса Турции (статья, запрещающая «оскорбление турецкой идентичности», реформированная 30 апреля 2008 года), и значительной ролью армии в политике Турции, осуществляемой через Совет национальной безопасности Турции (эта структура была также реформирована 23 июля 2003 года в соответствии с требованиями ЕС), Турция не соблюдает ключевых принципов, ожидаемых от либеральной демократии, таких как, например, свобода слова.
Помимо этого, значительная численность населения Турции изменит баланс сил в представительных европейских учреждениях. По присоединении к ЕС восьмидесятимиллионное население позволит иметь второе по величине представительство в Европарламенте. Согласно демографическим данным, Турция – самая населённая страна Европы. По состоянию на 2022 год ее население превышает население Германии.
Валери Жискар д’Эстен выступил против вступления, опасаясь, что членство Турции может затронуть дальнейшие планы расширения, в особенности, увеличив число желающих вступить стран. По его мнению, вслед за Турцией в Союз могут попроситься страны Ближнего Востока и Северной Африки, и, в первую очередь, Марокко.
Марокко уже было отказано в членстве на основании географического положения, и Турция, в отличие от Марокко, располагает территорией в Европе. В январе 2007 Николя Саркози, будучи кандидатом в президенты, сообщил, что «у Европы есть определённые границы, и далеко не все страны могут стать её полноправными членами, это касается и Турции, которой нет места в Евросоюзе; безграничное расширение ЕС может привести к разрушению европейского политического союза».
Кроме того, некоторые возражают вступлению страны, являющейся в большой степени мусульманской (несмотря на некоторые преимущественно мусульманские страны Балканского полуострова: Босния и Герцеговина, Албания, Косово). В 2004 году будущий Председатель Европейского совета Херман Ван Ромпёй заявил: «Турция — не часть Европы и никогда не станет её частью. Расширение ЕС за счёт Турции не может быть приравнено к любым расширениям, имевшим место в прошлом. Универсальные ценности, которые воплощают могущество Европы и которые являются фундаментальными ценностями христианства, потеряют силу с присоединением большого исламского государства — такого, как Турция».
Также большую проблему для ЕС представляет отношение правительства Турции к секс-меньшиствам. В сугубо религиозной стране сторонники однополых связей и трансгендерные люди подвергаются гонениям а также арестам и пыткам, что неприемлемо для европейских стран.

## Проблема Кипра
Лишь малая часть территории Турции находится в Европе, как её общепринято географически определять. Также в Европе расположена большая часть крупнейшего города страны, Стамбула. Однако член ЕС Кипр располагается к югу от Анатолии и является частью континентального шельфа полуострова, таким образом географически находясь в Азии.
Ещё одной проблемой является кипрский конфликт. Евросоюз и большинство стран мира считают северную треть Кипра частью Республики Кипр. Однако де-факто эта часть острова контролируется правительством Северного Кипра, признанным Турцией. Турция, в свою очередь, не признаёт правительство Республики Кипр, затягивая решение конфликта, предлагаемое ООН, а также содержит на территории Северного Кипра 40 000 турецких военнослужащих. Инициированный ООН план Аннана по объединению острова был поддержан ЕС и Турцией. Проведённые в апреле 2004 года референдумы дали противоположные результаты по частям острова: будучи поддержанным турками-киприотами, план был отвергнут киприотами-греками.

## Позиция Турции
В январе 2015 года президент Турции Реджеп Тайип Эрдоган констатировал, что его страну больше не интересует вопрос вступления в ЕС. Ранее об этом же говорил и вице-премьер Бюлент Арынч, а министр по делам ЕС Волкан Бозкыр отметил, что переговоры о вступлении «не могут продолжаться в том формате, которого требует ЕС», и подчеркнул, что демократия в Турции находится на более высоком уровне, чем в некоторых странах Европы. Эрдоган заявил, что «если в ЕС думают, что Турция будет умолять о своём вступлении в эту структуру, то они ошибаются.» Высшие должностные лица Турции указывают, что Анкара пытается определить, на самом ли деле ЕС демократичен, как официально считается, или же это «христианский клуб», де-факто закрытый для иных стран. В октябре 2017 года президент Эрдоган заявил, что Турция больше не нуждается в членстве Евросоюза, но при этом страна не намерена выходить из переговоров о вступлении. Уже в марте 2018 года Эрдоган назвал вступление в Европейский союз стратегической целью страны. Также 11 декабря 2019 года Эрдоган заявил о нежелании Евросоюза принимать Турцию в свой состав, сказав, что истинной причиной этого является не большая численность турецкого населения, а то, что турки по вероисповеданию являются мусульманами.
По результатам опросов в 2017 году 75,5 % граждан Турции хотят вступить в ЕС, но лишь 36 % полагает, что страна когда-либо будет принята.

## Ключевые даты евроинтеграции
Апрель 1987 года: Турция представляет официальную заявку на членство в Европейском экономическом сообществе.
Декабрь 1999 года: Европейский Совет признаёт Турцию в качестве страны-кандидата.
Декабрь 2004 года: Европейский совет соглашается начать переговоры о вступлении с Турцией.
Октябрь 2005 года: начало переговоров о вступлении.

## Процесс переговоров
| Acquis communautaire                                                      | Оценка ЕС в начале                 | На данный момент              |
| ------------------------------------------------------------------------- | ---------------------------------- | ----------------------------- |
| 1. Свободное перемещение товаров                                          | Необходимы дальнейшие реформы      | Хороший уровень подготовки    |
| 2. Свободное перемещение рабочей силы                                     | Очень трудно осуществить           | Очень трудно осуществить      |
| 3. Свобода учреждения и движения услуг                                    | Очень трудно осуществить           | Очень трудно осуществить      |
| 4. Свободное перемещение капиталов                                        | Необходимы дальнейшие реформы      | Умеренно подготовлено         |
| 5. Государственные закупки                                                | Полная несовместимость с правом ЕС | Умеренно подготовлено         |
| 6. Корпоративное право                                                    | Необходимы значительные реформы    | Хороший уровень подготовки    |
| 7. Право интеллектуальной собственности                                   | Необходимы дальнейшие реформы      | Хороший уровень подготовки    |
| 8. Политика конкуренции                                                   | Очень трудно осуществить           | Некоторый уровень подготовки  |
| 9. Финансовые услуги                                                      | Необходимы значительные реформы    | Хороший уровень подготовки    |
| 10. Информационное общество и СМИ                                         | Необходимы дальнейшие реформы      | Некоторый уровень подготовки  |
| 11. Сельское хозяйство и развитие сельских территорий                     | Очень трудно осуществить           | Некоторый уровень подготовки  |
| 12. Безопасность пищевых продуктов, ветеринария и фитосанитарная политика | Очень трудно осуществить           | Некоторый уровень подготовки  |
| 13. Рыболовство                                                           | Очень трудно осуществить           | Очень трудно осуществить      |
| 14. Транспортная политика                                                 | Необходимы значительные реформы    | Умеренно подготовлено         |
| 15. Энергетика                                                            | Необходимы значительные реформы    | Умеренно подготовлено         |
| 16. Налогообложение                                                       | Необходимы значительные реформы    | Умеренно подготовлено         |
| 17. Экономическая и монетарная политика                                   | Необходимы значительные реформы    | Умеренно подготовлено         |
| 18. Статистика                                                            | Необходимы значительные реформы    | Умеренно подготовлено         |
| 19. Социальная политика и занятость                                       | Необходимы значительные реформы    | Некоторый уровень подготовки  |
| 20. Промышленная политика и предпринимательство                           | Нет серьёзных проблем              | Хороший уровень подготовки    |
| 21. Трансъевропейские сети                                                | Необходимы значительные реформы    | Хороший уровень подготовки    |
| 22. Региональная политика и координация структурных инструментов          | Необходимы значительные реформы    | Умеренно подготовлено         |
| 23. Суд и основные права                                                  | Необходимы значительные реформы    | Некоторый уровень подготовки  |
| 24. Правосудие, свобода и безопасность                                    | Необходимы значительные реформы    | Необходимы дальнейшие реформы |
| 25. Наука и исследования                                                  | Нет серьёзных проблем              | Хороший уровень подготовки    |
| 26. Образование и культура                                                | Необходимы дальнейшие реформы      | Умеренно подготовлено         |
| 27. Окружающая среда и изменение климата                                  | Полная несовместимость с правом ЕС | Некоторый уровень подготовки  |
| 28. Защита прав потребителей и здравоохранение                            | Необходимы дальнейшие реформы      | Хороший уровень подготовки    |
| 29. Таможенный союз                                                       | Нет серьёзных проблем              | Хороший уровень подготовки    |
| 30. Внешние связи                                                         | Нет серьёзных проблем              | Умеренно подготовлено         |
| 31. Иностранная политика, политика обороны и безопасности                 | Необходимы дальнейшие реформы      | Умеренно подготовлено         |
| 32. Финансовый контроль                                                   | Необходимы дальнейшие реформы      | Хороший уровень подготовки    |
| 33. Бюджетные вопросы                                                     | Нет серьёзных проблем              | Некоторый уровень подготовки  |
| 34. Институты                                                             | Нет                                | -                             |
| 35. Другие вопросы                                                        | Нет                                | -                             |
| Прогресс                                                                  | 5 из 33                            | 10 из 33                      |